# Buriganga
 (novembre 2021).
Si vous disposez d'ouvrages ou d'articles de référence ou si vous connaissez des sites web de qualité traitant du thème abordé ici, merci de compléter l'article en donnant les références utiles à sa vérifiabilité et en les liant à la section « Notes et références ».
Buriganga (en bengali : বুড়িগঙ্গা) est une rivière qui passe dans Dacca, la capitale du Bangladesh. Elle est notamment connue pour son importance économique et sa pollution. 
Elle est un défluent puis un affluent de la Dhaleshwari (en), elle-même défluent de la Jamuna.

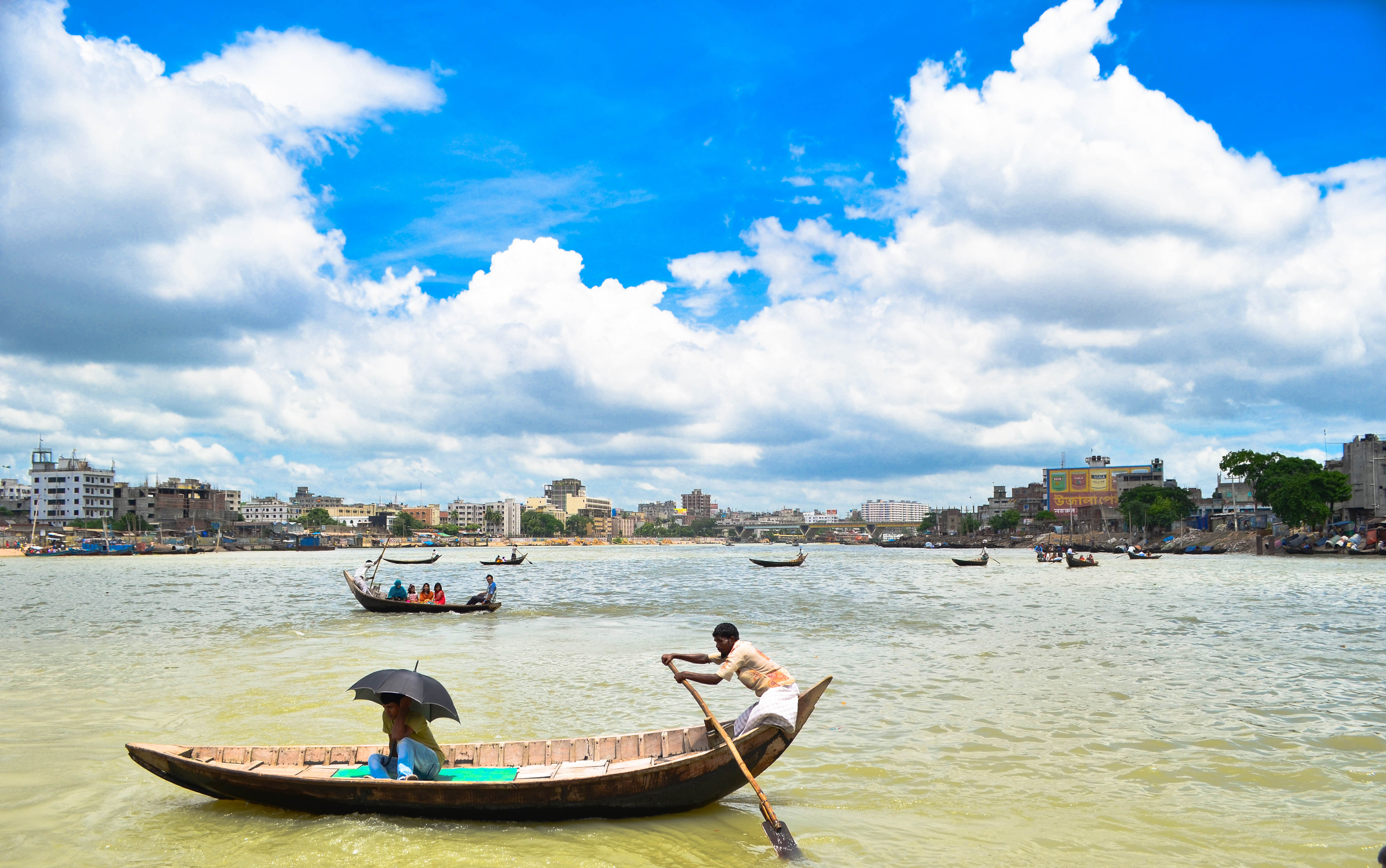